# Локалитет Госпођин вир
Локалитет Госпођин вир је археолошко налазиште праисторијског насеља поред Дунава. У непосредној близини налазишта пронађени су остаци римског пута и куле стражаре. Осим тога, на потезу Манастир, је делимично била сачувана средњовековна црква са некрополом и насеље. Сви откривени остаци чине једну ширу целину, која показује континуитет живота на овом веома скученом простору између Дунава и стеновите обале.
Сведочанство о изградњи римског пута кроз клисуру представљају табле у уклесане стену, од стране царева Тиберија, Клаудија и Домицијана. Крај пута је постојала стражара призидана уз стену, тако да је имала само три камена зида и у унутрашњости две мање просторије. Димензије основе су биле 10,9 х 4,5 х 4,95 m. Саграђена је крајем I и почетком II века, а коришћена је и у IV веку. Основна функција ове куле стражаре била је контрола пута и осматрање супротне обале.
На локалитету Манастир откривени су темељи средњовековне једнобродне цркве, димензија 18 х 6 m, са полукружном апсидом на истоку и дограђеном изузетно малом припратом на западу. Накнадно је дозидана још једна много већа припрата. Североисточно од цркве је формирана некропола, а нешто даље и насеље. Црква, некропола и насеље потичу из XIV века, а коришћени су све до почетка XVI века.
Праисторијско насеље је било затрпано сипаром, а приликом истраживања 1966. откривени су остаци насеља које је са прекидима трајало од енеолита до гвозденог доба.
Након изградње ХЕ Ђердап, дошло је до подизања нивоа воде реке Дунав, чиме је читав локалитет је потопљен. 